# مارشال أيريس جونيور
مارشال أيريس جونيور (بالإنجليزية: Marshall Ayres, Jr.)‏ هو مصرفي أمريكي، ولد في 20 فبراير 1839، وتوفي في 1906.